# Jan Storms
Jan Storms, né le 20 décembre 1925 à Tremelo et mort dans la même ville le 2 septembre 2019, est un coureur cycliste belge, professionnel de 1949 à 1963. 

## Biographie
Il a remporté peu de succès au cours de sa longue carrière et presque tous sur des courses de deuxième rang en Belgique. Il a néanmoins obtenus de nombreuses places d'honneur dans les classiques et les semi-classiques les plus importantes du calendrier belge.
Il a participé à un seul grand tour, le Tour de France de 1950 avec l'équipe des Aiglons belges. Il ne termine pas la course et abandonne lors de la quinzième étape. Son meilleur résultat est une huitième place lors de la deuxième étape, qui s'est terminée à Liège en Belgique et qui a été remportée par l'Italien Adolfo Leoni.
Pilote particulièrement adapté aux classiques ardennaises, il exprime ses meilleures qualités notamment sur la Flèche wallonne qu'il termine à la troisième place en 1950, derrière Fausto Coppi et Raymond Impanis. Il est également quatrième en 1952 et sixième en 1953 et 1954.
Il réalise sa meilleure saison en 1953, s'illustrant dans les compétitions les plus importantes de Belgique. Fin mars, il est quatrième du Tour du Limbourg et septième de Gand-Wevelgem. En avril, il se classe septième de Paris-Bruxelles, puis le mois suivant, il enchaîne en terminant successivement sixième de la Flèche wallonne et quatrième de Liège-Bastogne-Liège. Ces deux derniers résultats lui permettent de remporter le Week-end ardennais, un classement par points tenant compte des classements sur les deux classiques ardennaises. En juin, il gagne Bruxelles-Bost.
En 1954, il termine le Tour du Limbourg à la troisième place et en 1955 il obtient le même classement au championnat de Belgique sur route. En 1956 il termine quatrième du Grand Prix de l'Escaut.
Son seul résultat significatif dans une course par étapes est une septième place sur le Tour de Luxembourg en 1952.
Il meurt le 2 septembre 2019 à 95 ans.

## Palmarès
| - 1948 - 3e de Bruxelles-Zepperen - 3e de Bruxelles-Houtain-l'Évêque - 3e du Circuit de l'Ouest à Mons - 1949 - Tour des Flandres des indépendants - Circuit Disonais - Championnat provincial Henegouwen des indépendants - À travers la Belgique des indépendants : - Classement général - 1re et 2e étapes - 2e du Grand Prix de la ville de Zottegem - 3e de Bruxelles-Couvin - 1950 - 3e de la Flèche wallonne - 1952 - 2e du Grand Prix de la ville de Vilvorde - 3e de Roubaix-Huy - 4e de la Flèche wallonne | - 1953 - Bruxelles-Bost - Week-end ardennais - 3e de Bruxelles-Couvin - 4e de Liège-Bastogne-Liège - 6e de la Flèche wallonne - 1954 - 3e du Tour du Limbourg - 3e du Tour du Brabant - 6e de la Flèche wallonne - 7e de Paris-Bruxelles - 1955 - Circuit des régions fruitières - 2e du Grand Prix de la ville de Vilvorde - 3e du championnat de Belgique sur route - 1959 - 3e de Bruxelles-Charleroi-Bruxelles - 1960 - 2e du Tour des Flandres B |

## Résultats sur les grands tours

### Tour de France
1 participation
- 1950 : abandon (15e étape)